# Cheeta

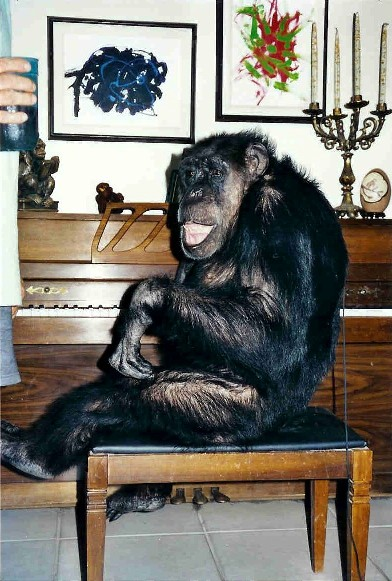
Cheeta

Cheeta (manchmal auch Cheetah oder Cheta) ist der Name einer Rolle eines Schimpansen in mehreren Tarzanfilmen. Cheeta trat dabei neben Darstellern wie Johnny Weissmüller und Lex Barker ab den 1930er Jahren auf.

## Darstellung

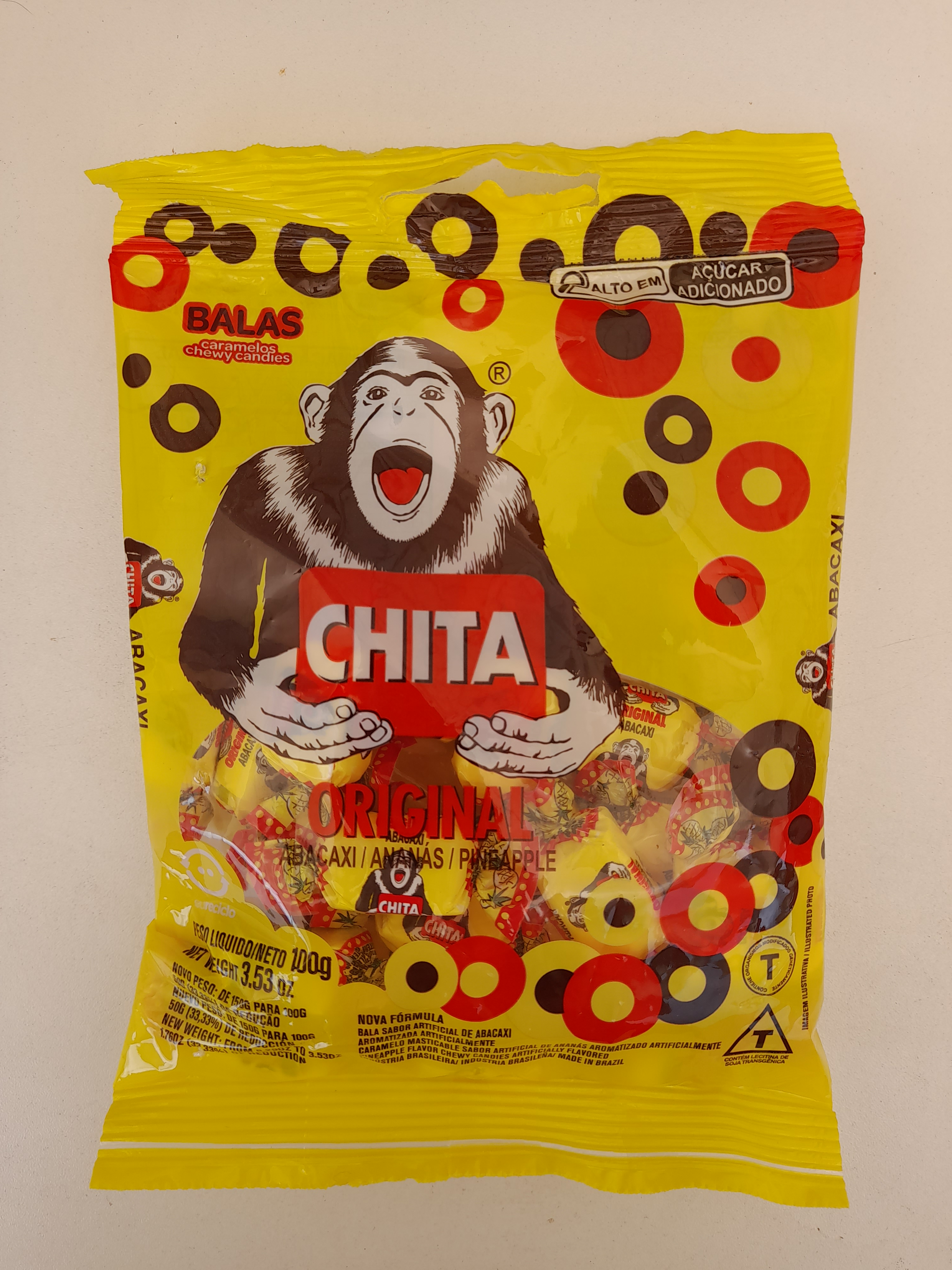
Brazilian candy

Die Rolle wurde von mehreren Schimpansen gespielt. Je nach zu drehender Aufgabe im Film wurde ein anderer Affe, der die entsprechende Fertigkeit hatte, eingesetzt.
Das Guinness-Buch der Rekorde listete „Cheeta“ seit 2003 als ältesten Schimpansen der Welt auf. Das Tier, auf den sich dieser Eintrag bezog, lebte seit 1960 im Tierheim Suncoast Primate Sanctuary in Palm Harbor im US-Bundesstaat Florida. Im Jahr 2008 wurde der 76. Geburtstag des Affen gefeiert, am 24. Dezember 2011 starb er im Alter von vorgeblich 80 Jahren an Nierenversagen. Die Angaben in Bezug auf diesen Schimpansen sind nach Einschätzung von R.D. Rosen in der Washington Post haltlos und wurden von ihm 2008 als Schwindel dargestellt. Schimpansen würden normalerweise nicht älter als vierzig Jahre. Der Affe „Cheeta“, dessen Geburtstag am 12. April gefeiert wurde und der angeblich 1932 geboren sei, wäre danach in den 1960er Jahren zur Welt gekommen und hätte in keinem Film mitgespielt.
Einer der Affen, der die Rolle von Cheeta spielte, hörte auf den Namen Jiggs. Jiggs spielte im ersten und zweiten Tarzanfilm – Tarzan, der Affenmensch (1932) und Tarzans Vergeltung (1934) – an der Seite von Weissmüller. Dieser Schimpanse war um das Jahr 1929 geboren und starb 1938 an einer Lungenentzündung.
In Deutschland wurde ein vermeintlicher Auftritt von Cheeta im Aktuellen Sportstudio 1971 bekannt, bei dem Johnny Weissmüller zusammen mit seiner deutschen Frau Maria zu Gast war. Der Affe riss während der Sendung Weissmüllers Frau die Perücke vom Kopf. Später stellte sich heraus, dass es sich bei dem Schimpansen nicht um einen der vermeintlichen Cheetas aus den Filmen handelte, sondern um einen Affen aus dem Zoo.

## Filmografie
- 1932: Tarzan, der Affenmensch (Tarzan the Ape Man)
- 1934: Tarzans Vergeltung (Tarzan and His Mate)
- 1935: Tarzans neuestes Abenteuer: Der Herr der Wildnis (The New Adventures of Tarzan)
- 1936: Tarzans Rache (Tarzan Escapes)
- 1939: Tarzan und sein Sohn (Tarzan Finds a Son!)
- 1941: Tarzans geheimer Schatz (Tarzan’s Secret Treasure)
- 1942: Tarzans Abenteuer in New York (Tarzan’s New York Adventure)
- 1943: Tarzan und die Nazis (Tarzan Triumphs)
- 1943: Tarzan, Bezwinger der Wüste (Tarzan’s Desert Mystery)
- 1943: Tarzan Stage Door Canteen (Dokumentation)
- 1945: Tarzan und die Amazonen (Tarzan and the Amazons)
- 1946: Tarzan und das Leopardenweib (Tarzan and the Leopard Woman)
- 1947: Tarzan wird gejagt (Tarzan and the Huntress)
- 1948: Tarzan in Gefahr (Tarzan and the Mermaids)
- 1949: Tarzan und das blaue Tal (Tarzan’s Magic Fountain)
- 1952: Tarzan İstanbul’da
- 1955: Tarzan und der schwarze Dämon (Tarzan's Hidden Jungle)
- 1958: Tarzan und die Jäger (Tarzan and the Trappers)
- 1967: Doktor Dolittle